# ASD 노베세
아소차치오네 스포르티바 딜레탄티스티카 노베세(Associazione Sportiva Dilettantistica Novese)는 이탈리아 노비 리구레를 근거로 하는 축구단으로, 흔히 노베세로 불린다. 본 구단은 1919년에 창단되었다.

## 역대 성적
세리에 A
- 우승 (1회): 1921-22

틀:프리마 카테고리아